# 1964 UP
1964 UP är en asteroid i huvudbältet som upptäcktes den 30 oktober 1964 av Purple Mountain-observatoriet i Nanjing, Kina.
Asteroiden har en diameter på ungefär 5 kilometer.